# 427 هـ
427 هـ هي سنة في التقويم الهجري امتدت مقابلةً في التقويم الميلادي بين سنتي 1035 و1036.

## مواليد
- أبو سعد المتولي النيسابوري

## وفيات
- أبو إسحاق الثعلبي
- القاسم بن حمود
- يحيى المعتلي بالله
- يحيى بن المنذر التجيبي
- أبو الفرج اليبرودي
- الظاهر لإعزاز دين الله